# Burkard von Weckenstein

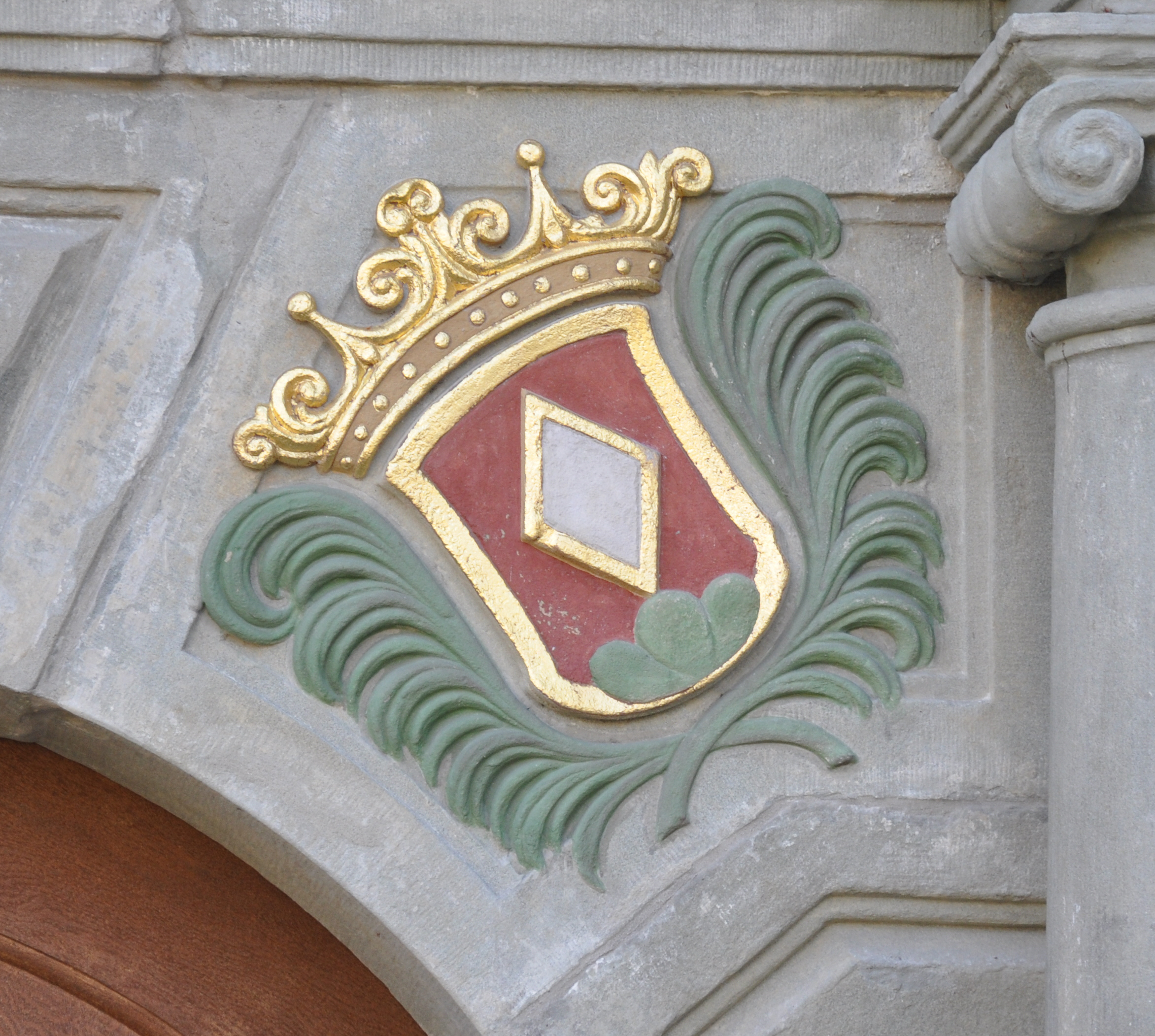
Wappen des Klosterstifters Burkard von Weckenstein am 1698 errichteten Portal der barocken Klosterkirche Wald

Ritter Burkard von Weckenstein (* um 1180; † nach 1241) war ein Staufischer Reichsministeriale (Ministerialis Domini Imperatoris) des Kaisers Friedrich II.
Er ließ zwischen 1227 und 1233 die Burg derer von Weckenstein erbauen, von der heute nur noch Reste zu finden sind. Sie befand sich am rechten Ufer der Schmeie, oberhalb von Storzingen im Landkreis Sigmaringen in Baden-Württemberg.
1212 gründete er mit Unterstützung des Abtes der Reichsabtei Salem, Eberhard von Rohrdorf, für seine Schwestern Judintha (um 1180 bis 1229) und Ita das Kloster Wald. Es gab auch einen Bruder mit Namen Rudolf.
Das Geschlecht der Ritter von Weckenstein führte als Wappen auf rotem Schild eine auf die Spitze eines grünen Dreibergs stehende silberne Raute. Das Geschlecht erlosch bereits im Jahre 1383.